# 폴 커시
폴 커시(Paul Kersey, 1970년 2월 10일 ~ )는 미국의 배우, 텔레비전 배우이다.

## 출연 작품

### 영화
- 헐크 (2003년) - 어린 데이빗 배너 역
- 황하절련 (1999년)
- 우리 생애 나날들 (1965년)

### 텔레비전
- 마이크 해머, 프라이빗 아이 (1997, Mike Hammer, Private Eye) - 바텐더 역